# Serie A 1979-1980
La Serie A 1979-1980 è stata la 78ª edizione della massima serie del campionato italiano di calcio (la 48ª a girone unico), disputata tra il 16 settembre 1979 e l'11 maggio 1980 e conclusa con la vittoria dell'Inter, al suo dodicesimo titolo.
Capocannoniere del torneo è stato Roberto Bettega (Juventus) con 16 reti.

## Stagione

### Novità

Le modalità del passaggio di Paolo Rossi dal Lanerossi al Perugia sfociarono nel primo sponsor di maglia del calcio italiano.

La maggiore innovazione in ambito confederale fu l'introduzione del cosiddetto coefficiente UEFA, ovvero un ranking in base al quale stabilire quanti club ogni federazione avrebbe potuto iscrivere alla Coppa UEFA, superando così il sistema sostanzialmente a inviti ereditato dalla vecchia Coppa delle Fiere; inoltre, a seguito degli scarsi risultati conseguiti dalle squadre italiane nelle competizioni confederali, la Serie A subì il dimezzamento dei posti validi per l'accesso alla terza manifestazione continentale.
Due le maggiori note di colore della stagione, in entrambi i casi delle novità. Dapprima ci fu l'esordio in massima serie di una sponsorizzazione di maglia, pur se "mascherata" da fornitura tecnica, a opera del Perugia di Franco D'Attoma: il club umbro mise in piedi l'operazione prettamente per finanziare l'ingaggio di Paolo Rossi. In autunno fu poi la volta dei nomi dei giocatori sulle divise, introdotti in via sperimentale dal Milan, che in questo caso avranno tuttavia breve vita; la loro reintroduzione, stavolta coi crismi dell'ufficialità e per tutte le squadre del campionato, avverrà solo con la stagione 1995-1996.
Così come il precedente, si trattò del secondo e fin qui ultimo campionato a girone unico disputato esclusivamente da calciatori italiani, stante il blocco al tesseramento di giocatori provenienti da federazioni estere, in essere dal 1966 e che non toccò solamente gli stranieri già presenti in Italia in quel momento; tale divieto sarà rimosso dalla stagione seguente.

### Calciomercato

Il promettente mediano Carlo Ancelotti, neoacquisto di una rinnovata Roma.

Il precampionato vide cambi di proprietà da parte di numerose squadre: il più importante riguardò la Roma che, passata alle redini di Dino Viola, richiamò alla guida tecnica Nils Liedholm e optò per un consistente rinnovamento della rosa, con l'arrivo del giovane Ancelotti e dei più anziani Benetti e Turone. Luciano Conti cedette la proprietà del Bologna a Tommaso Fabbretti, il quale richiamò in panchina Marino Perani e affiancò Chiarugi al rientrante Savoldi, mentre il Catanzaro, passato sotto la guida societaria di Adriano Merlo, si assicurò in attacco l'ex palermitano Vito Chimenti.
Le prime tre classificate della stagione precedente confermarono in gran parte il loro organico: i campioni d'Italia del Milan, perso Liedholm, affidarono la panchina all'emergente Massimo Giacomini, artefice della doppia promozione dalla Serie C alla massima divisione dell'Udinese; il Perugia si potenziò con l'inserimento di Paolo Rossi, arrivato in prestito dal retrocesso Lanerossi Vicenza dopo aver rifiutato l'offerta del Napoli che ripiegò, di conseguenza, sull'ex grifone Speggiorin e su Damiani; la Juventus ottenne nuovi rincalzi attingendo dall'Atalanta, tra cui il secondo portiere Bodini e il centrocampista Prandelli.
L'Inter, dopo essere andata vicina ad Ancelotti, prese Caso dal Napoli e Mozzini dal Torino. Sul fronte allenatori, l'Ascoli si affidò a Giovan Battista Fabbri mentre l'Udinese, tornata in massima serie dopo diciassette anni di assenza, sostituì Giacomini con l'esordiente Corrado Orrico.

### Avvenimenti

#### Girone di andata
Capolista solitaria sin dalla prima giornata – complice un turno che registrò 7 pareggi su 8 gare disputate nonché il minor numero di reti in una singola giornata nella storia della Serie A a girone unico (6) –, l'Inter fu inizialmente appaiata dalle torinesi, queste ultime ritrovatesi a inseguire i nerazzurri già dal mese di ottobre. A certificare un ideale passaggio di consegne ai vertici contribuì il derby della Madonnina datato 28 ottobre 1979, col successo della squadra di Bersellini firmato da una doppietta di Beccalossi: in contemporanea al confronto meneghino andò in scena la stracittadina della Capitale, funestata dalla morte del sostenitore laziale Vincenzo Paparelli, ucciso da un ordigno lanciato da un tifoso della curva romanista.

Roberto Bettega della Juventus, migliore marcatore del campionato con 16 reti.

Sul piano dei risultati la medesima domenica segnò la fine dell'imbattibilità perugina, col campo umbro espugnato dal Torino dopo 37 incontri: lontana parente della outsider che aveva chiuso il precedente torneo senza battute d'arresto, la compagine biancorossa disputò al pari della Roma una stagione inferiore ai pronostici della vigilia. Sul versante juventino, il pesante rovescio inflitto dall'Inter ingenerò una pesante crisi che vide gli uomini di Trapattoni scivolare nelle settimane seguenti ai margini della zona retrocessione; frattanto i granata lanciarono una rincorsa alla zona UEFA in compagnia di Napoli e Lazio; preoccupante appariva il quadro di Udinese e Fiorentina, alla cui classifica attentava un Catanzaro deciso a scampare al declassamento.
Senza particolari assilli la fase d'andata di Ascoli e Bologna nonché di Avellino e Cagliari. Una lieve flessione sul concludersi della tornata iniziale non pregiudicò il comando della Beneamata al giro di boa, con l'aggancio fallito dai rossoneri anche a causa della sconfitta esterna contro un Pescara fanalino di coda.

#### Girone di ritorno
Col divario tra le milanesi resosi ancor più consistente in avvio della fase di ritorno, il recupero dei campioni uscenti venne complicato dal riaffacciarsi della Juventus e dalla rivelazione irpina.
La società milanista si ritrovò poi coinvolta in una vicenda passata alla storia col nome di Totonero, originata dalla denuncia di due commercianti della capitale circa un vasto giro di scommesse clandestine legate al calcio: al termine delle gare giocatesi il 23 marzo 1980 nei vari stadi furono tratte in arresto ben 12 persone, tra dirigenti e tesserati. Oltre al portiere rossonero Albertosi e al presidente Felice Colombo, il provvedimento riguardò anche i laziali Manfredonia e Giordano mentre al bolognese Savoldi e al perugino Rossi furono notificati mandati di comparizione. L'indagine svoltasi nei mesi seguenti fu volta ad appurare, in particolare, le responsabilità dei club biancoceleste e milanista nella vicenda.

L'Ascoli colse il quarto posto finale, tuttora il migliore risultato dei marchigiani in massima serie.

Circa il fronte agonistico la primavera registrò un contesto europeo allargatosi ad Ascoli e Fiorentina, mentre sul fondo gli abruzzesi conobbero un'anticipata condanna: alla terzultima domenica vi fu quindi la resa di Catanzaro e Udinese, verdetto certificato dalla matematica. A 180' dal termine l'Inter coronò una stagione vissuta continuativamente in testa, dopo un pareggio per 2-2 contro la Roma che assicurò ai meneghini il primo posto; Juventus e Milan completarono il podio, sia pur con animi opposti: i bianconeri, mostratisi in netta ripresa nel finale di stagione, issarono inoltre Bettega a capocannoniere del torneo, mentre i rossoneri attendevano il corso degli accertamenti della giustizia sportiva. Spiccò l'esclusione del Perugia dall'ambito continentale, col quarto posto appannaggio del Torino: i piemontesi sopravanzarono di un solo punto l'Ascoli, protagonista dal canto proprio del suo migliore piazzamento in A.
L'esito delle sentenze relative al caso-scommesse si tradusse nel declassamento all'ultimo posto e nella relativa retrocessione a tavolino per Milan e Lazio; ciò comportò l'avanzamento dei granata al terzo posto, con conseguente ammissione alla Coppa UEFA, oltreché il ripescaggio di calabresi e friulani.

## Squadre partecipanti
| Club       | Stagione | Città         | Stadio                       | Stagione precedente           |
| ---------- | -------- | ------------- | ---------------------------- | ----------------------------- |
| Ascoli     | dettagli | Ascoli Piceno | Stadio Cino e Lillo Del Duca | 10º posto in Serie A          |
| Avellino   | dettagli | Avellino      | Stadio Partenio              | 10º posto in Serie A          |
| Bologna    | dettagli | Bologna       | Stadio Comunale              | 13º posto in Serie A          |
| Cagliari   | dettagli | Cagliari      | Stadio Sant'Elia             | 2º posto in Serie B, promosso |
| Catanzaro  | dettagli | Catanzaro     | Stadio Comunale              | 9º posto in Serie A           |
| Fiorentina | dettagli | Firenze       | Stadio Comunale              | 7º posto in Serie A           |
| Inter      | dettagli | Milano        | Stadio Giuseppe Meazza       | 4º posto in Serie A           |
| Juventus   | dettagli | Torino        | Stadio Comunale di Torino    | 3º posto in Serie A           |
| Lazio      | dettagli | Roma          | Stadio Olimpico              | 8º posto in Serie A           |
| Milan      | dettagli | Milano        | Stadio Giuseppe Meazza       | 1º posto in Serie A           |
| Napoli     | dettagli | Napoli        | Stadio San Paolo             | 6º posto in Serie A           |
| Perugia    | dettagli | Perugia       | Stadio Renato Curi           | 2º posto in Serie A           |
| Pescara    | dettagli | Pescara       | Stadio Adriatico             | 3º posto in Serie B, promosso |
| Roma       | dettagli | Roma          | Stadio Olimpico              | 10º posto in Serie A          |
| Torino     | dettagli | Torino        | Stadio Comunale di Torino    | 4º posto in Serie A           |
| Udinese    | dettagli | Udine         | Stadio Friuli                | 1º posto in Serie B, promosso |

## Allenatori e primatisti
| Squadra    | Allenatore                                               | Calciatore più presente                          | Cannoniere                      |
| ---------- | -------------------------------------------------------- | ------------------------------------------------ | ------------------------------- |
| Ascoli     | Giovan Battista Fabbri                                   | Gianfranco Bellotto, Angiolino Gasparini (30)    | Gianfranco Bellotto (8)         |
| Avellino   | Rino Marchesi                                            | Ottorino Piotti (30)                             | Gianluca De Ponti (6)           |
| Bologna    | Marino Perani                                            | Renato Sali (30)                                 | Giuseppe Savoldi (11)           |
| Cagliari   | Mario Tiddia                                             | Roberto Corti, Luigi Piras, Franco Selvaggi (30) | Franco Selvaggi (12)            |
| Catanzaro  | Carlo Mazzone (1ª-25ª) Saverio Leotta (26ª-30ª)          | Enrico Nicolini, Massimo Palanca (29)            | Massimo Palanca (9)             |
| Fiorentina | Paolo Carosi                                             | Giancarlo Antognoni, Giovanni Galli (30)         | Giancarlo Antognoni (8)         |
| Inter      | Eugenio Bersellini                                       | Giuseppe Baresi, Ivano Bordon (30)               | Alessandro Altobelli (15)       |
| Juventus   | Giovanni Trapattoni                                      | Dino Zoff (30)                                   | Roberto Bettega (16)            |
| Lazio      | Roberto Lovati                                           | Filippo Citterio (30)                            | Bruno Giordano (9)              |
| Milan      | Massimo Giacomini                                        | Ruben Buriani, Fulvio Collovati (30)             | Stefano Chiodi (7)              |
| Napoli     | Luís Vinício (1ª-26ª) Angelo Benedicto Sormani (27ª-30ª) | Luciano Castellini, Moreno Ferrario (30)         | Giuseppe Damiani (4)            |
| Perugia    | Ilario Castagner                                         | Antonio Ceccarini, Pierluigi Frosio (29)         | Paolo Rossi (13)                |
| Pescara    | Antonio Angelillo (1ª-5ª) Gustavo Giagnoni (6ª-30ª)      | Giacomo Chinellato, Valeriano Prestanti (29)     | Bruno Nobili (5)                |
| Roma       | Nils Liedholm                                            | Bruno Conti, Roberto Pruzzo (28)                 | Roberto Pruzzo (12)             |
| Torino     | Luigi Radice (1ª-19ª) Ercole Rabitti (20ª-30ª)           | Francesco Graziani, Giuliano Terraneo (30)       | Francesco Graziani (12)         |
| Udinese    | Corrado Orrico (1ª-22ª) Dino D'Alessi (23ª-30ª)          | Valentino Leonarduzzi (30)                       | Nerio Ulivieri, Sergio Vriz (5) |

## Classifica finale
|         | Pos. | Squadra    | Pt | G  | V  | N  | P  | GF | GS | DR  |
| ------- | ---- | ---------- | -- | -- | -- | -- | -- | -- | -- | --- |
|         | 1.   | Inter      | 41 | 30 | 14 | 13 | 3  | 44 | 25 | +19 |
|         | 2.   | Juventus   | 38 | 30 | 16 | 6  | 8  | 42 | 25 | +17 |
|         | 3.   | Torino     | 35 | 30 | 11 | 13 | 6  | 26 | 15 | +11 |
|         | 4.   | Ascoli     | 34 | 30 | 11 | 12 | 7  | 35 | 28 | +7  |
|         | 5.   | Fiorentina | 33 | 30 | 11 | 11 | 8  | 33 | 27 | +6  |
| [ N 1 ] | 6.   | Roma       | 32 | 30 | 10 | 12 | 8  | 34 | 35 | -1  |
|         | 7.   | Bologna    | 30 | 30 | 8  | 14 | 8  | 23 | 24 | -1  |
|         | 7.   | Cagliari   | 30 | 30 | 8  | 14 | 8  | 27 | 29 | -2  |
|         | 7.   | Perugia    | 30 | 30 | 9  | 12 | 9  | 27 | 32 | -5  |
|         | 10.  | Napoli     | 28 | 30 | 7  | 14 | 9  | 20 | 20 | 0   |
|         | 11.  | Avellino   | 27 | 30 | 7  | 13 | 10 | 24 | 32 | -8  |
|         | 12.  | Catanzaro  | 24 | 30 | 5  | 14 | 11 | 20 | 34 | -14 |
|         | 13.  | Udinese    | 21 | 30 | 3  | 15 | 12 | 24 | 38 | -14 |
|         | 14.  | Pescara    | 16 | 30 | 4  | 8  | 18 | 18 | 44 | -26 |
|         | 15.  | Milan      | 36 | 30 | 14 | 8  | 8  | 34 | 19 | +15 |
|         | 15.  | Lazio      | 25 | 30 | 5  | 15 | 10 | 21 | 25 | -4  |

Legenda:
      Campione d'Italia e qualificata in Coppa dei Campioni 1980-1981.
      Qualificata in Coppa delle Coppe 1980-1981.
      Qualificate in Coppa UEFA 1980-1981.
      Retrocesse in Serie B 1980-1981.
Regolamento:
Due punti a vittoria, uno a pareggio, zero a sconfitta.
In caso di parità di punti era in vigore il pari merito, eccetto per i posti salvezza-retrocessione e qualificazione-esclusione dalla Coppa UEFA (differenza reti) nonché per l'assegnazione dello scudetto (spareggio).
Note:
Il Torino si qualificò in Coppa UEFA in sostituzione del Milan retrocesso in seguito ai verdetti irrogati nel processo per lo scandalo del Totonero.
La Lazio e il Milan furono retrocesse in Serie B in seguito ai verdetti irrogati nel processo per lo scandalo del Totonero, confermati dalla Corte d'Appello Federale (CAF) il 25 luglio 1980. Al loro posto sono riammesse il Catanzaro e l'Udinese.

### Squadra campione
| Formazione tipo | Giocatori (presenze)      |
| --- | ------------------------- |
| Bordon Bini Baresi Canuti Oriali Pasinato Marini Beccalossi Caso Altobelli Muraro                                              | Ivano Bordon (30)         |
| Bordon Bini Baresi Canuti Oriali Pasinato Marini Beccalossi Caso Altobelli Muraro                                              | Giuseppe Baresi (30)      |
| Bordon Bini Baresi Canuti Oriali Pasinato Marini Beccalossi Caso Altobelli Muraro                                              | Gabriele Oriali (25)      |
| Bordon Bini Baresi Canuti Oriali Pasinato Marini Beccalossi Caso Altobelli Muraro                                              | Giancarlo Pasinato (27)   |
| Bordon Bini Baresi Canuti Oriali Pasinato Marini Beccalossi Caso Altobelli Muraro                                              | Nazzareno Canuti (26)     |
| Bordon Bini Baresi Canuti Oriali Pasinato Marini Beccalossi Caso Altobelli Muraro                                              | Graziano Bini (28)        |
| Bordon Bini Baresi Canuti Oriali Pasinato Marini Beccalossi Caso Altobelli Muraro                                              | Domenico Caso (29)        |
| Bordon Bini Baresi Canuti Oriali Pasinato Marini Beccalossi Caso Altobelli Muraro                                              | Gianpiero Marini (29)     |
| Bordon Bini Baresi Canuti Oriali Pasinato Marini Beccalossi Caso Altobelli Muraro                                              | Alessandro Altobelli (29) |
| Bordon Bini Baresi Canuti Oriali Pasinato Marini Beccalossi Caso Altobelli Muraro                                              | Evaristo Beccalossi (27)  |
| Bordon Bini Baresi Canuti Oriali Pasinato Marini Beccalossi Caso Altobelli Muraro                                              | Carlo Muraro (24)         |
| Altri giocatori: Roberto Mozzini (22), Franco Pancheri (17), Claudio Ambu (13), Renato Cipollini (1), Leonardo Occhipinti (1). |                           |

## Risultati

### Tabellone
|            | Asc  | Ave  | Bol  | Cag  | Cat  | Fio  | Int  | Juv  | Laz  | Mil  | Nap  | Per  | Pes  | Rom  | Tor  | Udi  |
| ---------- | ---- | ---- | ---- | ---- | ---- | ---- | ---- | ---- | ---- | ---- | ---- | ---- | ---- | ---- | ---- | ---- |
| Ascoli     | –––– | 0-0  | 2-0  | 1-0  | 2-2  | 1-0  | 1-1  | 2-3  | 1-1  | 0-0  | 0-0  | 1-0  | 3-1  | 3-0  | 1-0  | 3-0  |
| Avellino   | 2-2  | –––– | 1-0  | 2-2  | 2-0  | 0-2  | 0-0  | 1-0  | 0-0  | 1-0  | 2-3  | 2-2  | 2-0  | 0-1  | 0-2  | 0-0  |
| Bologna    | 0-0  | 1-0  | –––– | 0-1  | 4-1  | 2-1  | 1-2  | 1-1  | 1-0  | 0-1  | 0-0  | 1-1  | 0-0  | 1-1  | 1-2  | 2-1  |
| Cagliari   | 1-1  | 1-1  | 1-0  | –––– | 1-0  | 2-1  | 1-1  | 2-1  | 1-1  | 0-0  | 1-0  | 1-2  | 1-0  | 1-3  | 0-0  | 3-1  |
| Catanzaro  | 1-1  | 0-0  | 0-0  | 1-0  | –––– | 0-1  | 0-0  | 0-1  | 2-1  | 0-3  | 2-0  | 2-1  | 1-1  | 2-2  | 0-0  | 1-1  |
| Fiorentina | 3-1  | 3-0  | 0-0  | 1-1  | 3-0  | –––– | 0-2  | 2-1  | 0-0  | 1-1  | 0-0  | 0-0  | 2-0  | 3-1  | 1-0  | 1-1  |
| Inter      | 2-4  | 3-0  | 0-0  | 3-3  | 3-1  | 0-0  | –––– | 4-0  | 2-1  | 2-0  | 1-0  | 3-2  | 2-0  | 2-2  | 1-1  | 2-1  |
| Juventus   | 2-3  | 2-0  | 1-1  | 1-0  | 1-0  | 3-0  | 2-0  | –––– | 0-0  | 2-1  | 1-0  | 3-0  | 3-0  | 2-0  | 0-0  | 1-1  |
| Lazio      | 0-1  | 1-1  | 0-1  | 1-1  | 2-0  | 2-0  | 0-0  | 1-0  | –––– | 0-2  | 1-1  | 1-1  | 2-0  | 1-2  | 2-1  | 0-0  |
| Milan      | 3-0  | 1-0  | 4-0  | 2-0  | 0-0  | 2-0  | 0-1  | 2-1  | 2-1  | –––– | 1-2  | 1-0  | 3-1  | 0-0  | 0-2  | 0-0  |
| Napoli     | 1-0  | 0-1  | 1-1  | 0-0  | 1-1  | 0-0  | 3-4  | 0-0  | 0-0  | 0-1  | –––– | 1-1  | 2-0  | 3-0  | 1-0  | 1-0  |
| Perugia    | 0-0  | 2-1  | 1-1  | 1-0  | 0-0  | 1-2  | 0-0  | 1-0  | 0-0  | 1-1  | 1-0  | –––– | 1-0  | 3-1  | 0-2  | 2-0  |
| Pescara    | 0-0  | 1-1  | 0-0  | 2-0  | 1-1  | 1-2  | 0-2  | 0-2  | 2-0  | 2-1  | 1-0  | 1-1  | –––– | 2-3  | 0-2  | 1-1  |
| Roma       | 1-0  | 1-1  | 1-2  | 1-1  | 1-0  | 2-1  | 1-0  | 1-3  | 1-1  | 0-0  | 0-0  | 4-0  | 2-0  | –––– | 1-1  | 1-1  |
| Torino     | 1-0  | 2-2  | 0-0  | 0-0  | 0-0  | 1-1  | 0-0  | 1-2  | 1-0  | 0-1  | 0-0  | 2-0  | 2-0  | 1-0  | –––– | 1-1  |
| Udinese    | 3-1  | 0-1  | 0-2  | 1-1  | 1-2  | 2-2  | 1-1  | 1-3  | 1-1  | 2-1  | 0-0  | 1-2  | 2-1  | 0-0  | 0-1  | –––– |

### Calendario
Il sorteggio del calendario di Serie A e di Serie B avvenne il 27 luglio 1979 presso il Centro Elettronico del CONI di Roma. L'evento venne trasmesso con un collegamento nel corso di uno speciale del TG1.
| andata (1ª) | andata (1ª) | Prima giornata     | ritorno (16ª) | ritorno (16ª) |
|             |             |                    |               |               |
| 16 set.     | 0-0         | Ascoli-Napoli      | 0-1           | 13 gen.       |
| 16 set.     | 0-0         | Avellino-Lazio     | 1-1           | 13 gen.       |
| 16 set.     | 0-0         | Cagliari-Torino    | 0-0           | 13 gen.       |
| 16 set.     | 1-1         | Fiorentina-Udinese | 2-2           | 13 gen.       |
| 16 set.     | 2-0         | Inter-Pescara      | 2-0           | 13 gen.       |
| 16 set.     | 1-1         | Juventus-Bologna   | 1-1           | 13 gen.       |
| 16 set.     | 0-0         | Perugia-Catanzaro  | 1-2           | 13 gen.       |
| 16 set.     | 0-0         | Roma-Milan         | 0-0           | 13 gen.       |

| andata (3ª) | andata (3ª) | Terza giornata    | ritorno (18ª) | ritorno (18ª) |
|             |             |                   |               |               |
| 30 set.     | 2-2         | Ascoli-Catanzaro  | 1-1           | 27 gen.       |
| 30 set.     | 0-2         | Avellino-Torino   | 2-2           | 27 gen.       |
| 30 set.     | 0-0         | Cagliari-Milan    | 0-2           | 27 gen.       |
| 30 set.     | 0-0         | Fiorentina-Napoli | 0-0           | 27 gen.       |
| 30 set.     | 2-1         | Inter-Lazio       | 0-0           | 27 gen.       |
| 30 set.     | 3-0         | Juventus-Pescara  | 2-0           | 27 gen.       |
| 30 set.     | 2-0         | Perugia-Udinese   | 2-1           | 27 gen.       |
| 30 set.     | 1-2         | Roma-Bologna      | 1-1           | 27 gen.       |

| andata (5ª) | andata (5ª) | Quinta giornata    | ritorno (20ª) | ritorno (20ª) |
|             |             |                    |               |               |
| 14 ott.     | 1-1         | Ascoli-Lazio       | 1-0           | 10 feb.       |
| 14 ott.     | 1-0         | Avellino-Bologna   | 0-1           | 10 feb.       |
| 14 ott.     | 1-0         | Cagliari-Catanzaro | 0-1           | 10 feb.       |
| 14 ott.     | 2-0         | Fiorentina-Pescara | 2-1           | 10 feb.       |
| 14 ott.     | 1-0         | Inter-Napoli       | 4-3           | 10 feb.       |
| 14 ott.     | 1-1         | Juventus-Udinese   | 3-1           | 10 feb.       |
| 14 ott.     | 1-1         | Perugia-Milan      | 0-1           | 10 feb.       |
| 14 ott.     | 1-1         | Roma-Torino        | 0-1           | 10 feb.       |

| andata (7ª) | andata (7ª) | Settima giornata     | ritorno (22ª) | ritorno (22ª) |
|             |             |                      |               |               |
| 28 ott.     | 2-0         | Ascoli-Bologna       | 0-0           | 2 mar.        |
| 28 ott.     | 0-0         | Avellino-Udinese     | 1-0           | 2 mar.        |
| 28 ott.     | 1-0         | Cagliari-Pescara     | 0-2           | 2 mar.        |
| 28 ott.     | 3-0         | Fiorentina-Catanzaro | 1-0           | 2 mar.        |
| 28 ott.     | 2-0         | Inter-Milan          | 1-0           | 2 mar.        |
| 28 ott.     | 1-0         | Juventus-Napoli      | 0-0           | 2 mar.        |
| 28 ott.     | 0-2         | Perugia-Torino       | 0-2           | 2 mar.        |
| 28 ott.     | 1-1         | Roma-Lazio           | 2-1           | 2 mar.        |

| andata (9ª) | andata (9ª) | Nona giornata     | ritorno (24ª) | ritorno (24ª) |
|             |             |                   |               |               |
| 11 nov.     | 1-0         | Ascoli-Fiorentina | 1-3           | 23 mar.       |
| 11 nov.     | 4-1         | Bologna-Catanzaro | 0-0           | 23 mar.       |
| 11 nov.     | 1-1         | Cagliari-Avellino | 2-2           | 23 mar.       |
| 11 nov.     | 4-0         | Inter-Juventus    | 0-2           | 23 mar.       |
| 11 nov.     | 2-0         | Lazio-Pescara     | 0-2           | 23 mar.       |
| 11 nov.     | 1-0         | Napoli-Udinese    | 0-0           | 23 mar.       |
| 11 nov.     | 3-1         | Perugia-Roma      | 0-4           | 23 mar.       |
| 11 nov.     | 0-1         | Torino-Milan      | 2-0           | 23 mar.       |

| andata (11ª) | andata (11ª) | Undicesima giornata | ritorno (26ª) | ritorno (26ª) |
|              |              |                     |               |               |
| 2 dic.       | 1-0          | Avellino-Juventus   | 0-2           | 5 apr.        |
| 2 dic.       | 1-0          | Bologna-Lazio       | 1-0           | 5 apr.        |
| 2 dic.       | 1-1          | Cagliari-Inter      | 3-3           | 5 apr.        |
| 2 dic.       | 0-0          | Milan-Udinese       | 1-2           | 5 apr.        |
| 2 dic.       | 0-0          | Perugia-Ascoli      | 0-1           | 5 apr.        |
| 2 dic.       | 1-0          | Pescara-Napoli      | 0-2           | 5 apr.        |
| 2 dic.       | 2-1          | Roma-Fiorentina     | 1-3           | 5 apr.        |
| 2 dic.       | 0-0          | Torino-Catanzaro    | 0-0           | 5 apr.        |

| andata (13ª) | andata (13ª) | Tredicesima giornata | ritorno (28ª) | ritorno (28ª) |
|              |              |                      |               |               |
| 16 dic.      | 1-0          | Ascoli-Cagliari      | 1-1           | 27 apr.       |
| 16 dic.      | 3-0          | Fiorentina-Avellino  | 2-0           | 27 apr.       |
| 16 dic.      | 0-0          | Milan-Catanzaro      | 3-0           | 27 apr.       |
| 16 dic.      | 0-0          | Napoli-Lazio         | 1-1           | 27 apr.       |
| 16 dic.      | 1-0          | Perugia-Juventus     | 0-3           | 27 apr.       |
| 16 dic.      | 1-0          | Roma-Inter           | 2-2           | 27 apr.       |
| 16 dic.      | 2-0          | Torino-Pescara       | 2-0           | 27 apr.       |
| 16 dic.      | 0-2          | Udinese-Bologna      | 1-2           | 27 apr.       |

| andata (15ª) | andata (15ª) | Quindicesima giornata | ritorno (30ª) | ritorno (30ª) |
|              |              |                       |               |               |
| 6 gen.       | 1-1          | Ascoli-Inter          | 4-2           | 11 mag.       |
| 6 gen.       | 2-1          | Fiorentina-Juventus   | 0-3           | 11 mag.       |
| 6 gen.       | 2-1          | Milan-Lazio           | 2-0           | 11 mag.       |
| 6 gen.       | 1-1          | Napoli-Catanzaro      | 0-2           | 11 mag.       |
| 6 gen.       | 1-0          | Perugia-Cagliari      | 2-1           | 11 mag.       |
| 6 gen.       | 1-1          | Roma-Avellino         | 1-0           | 11 mag.       |
| 6 gen.       | 0-0          | Torino-Bologna        | 2-1           | 11 mag.       |
| 6 gen.       | 2-1          | Udinese-Pescara       | 1-1           | 11 mag.       |

| andata (2ª) | andata (2ª) | Seconda giornata   | ritorno (17ª) | ritorno (17ª) |
|             |             |                    |               |               |
| 23 set.     | 1-1         | Bologna-Perugia    | 1-1           | 20 gen.       |
| 23 set.     | 0-1         | Catanzaro-Juventus | 0-1           | 20 gen.       |
| 23 set.     | 2-0         | Lazio-Fiorentina   | 0-0           | 20 gen.       |
| 23 set.     | 1-0         | Milan-Avellino     | 0-1           | 20 gen.       |
| 23 set.     | 0-0         | Napoli-Cagliari    | 0-1           | 20 gen.       |
| 23 set.     | 2-3         | Pescara-Roma       | 0-2           | 20 gen.       |
| 23 set.     | 1-0         | Torino-Ascoli      | 0-1           | 20 gen.       |
| 23 set.     | 1-1         | Udinese-Inter      | 1-2           | 20 gen.       |

| andata (4ª) | andata (4ª) | Quarta giornata    | ritorno (19ª) | ritorno (19ª) |
|             |             |                    |               |               |
| 7 ott.      | 1-2         | Bologna-Inter      | 0-0           | 3 feb.        |
| 7 ott.      | 0-0         | Catanzaro-Avellino | 0-2           | 3 feb.        |
| 7 ott.      | 1-1         | Lazio-Perugia      | 0-0           | 3 feb.        |
| 7 ott.      | 2-1         | Milan-Juventus     | 1-2           | 3 feb.        |
| 7 ott.      | 3-0         | Napoli-Roma        | 0-0           | 3 feb.        |
| 7 ott.      | 0-0         | Pescara-Ascoli     | 1-3           | 3 feb.        |
| 7 ott.      | 1-1         | Torino-Fiorentina  | 0-1           | 3 feb.        |
| 7 ott.      | 1-1         | Udinese-Cagliari   | 1-3           | 3 feb.        |

| andata (6ª) | andata (6ª) | Sesta giornata     | ritorno (21ª) | ritorno (21ª) |
|             |             |                    |               |               |
| 21 ott.     | 2-1         | Bologna-Fiorentina | 0-0           | 24 feb.       |
| 21 ott.     | 0-0         | Catanzaro-Inter    | 1-3           | 24 feb.       |
| 21 ott.     | 1-1         | Lazio-Cagliari     | 1-1           | 24 feb.       |
| 21 ott.     | 3-0         | Milan-Ascoli       | 0-0           | 24 feb.       |
| 21 ott.     | 1-1         | Napoli-Perugia     | 0-1           | 24 feb.       |
| 21 ott.     | 1-1         | Pescara-Avellino   | 0-2           | 24 feb.       |
| 21 ott.     | 1-2         | Torino-Juventus    | 0-0           | 24 feb.       |
| 21 ott.     | 0-0         | Udinese-Roma       | 1-1           | 24 feb.       |

| andata (8ª) | andata (8ª) | Ottava giornata  | ritorno (23ª) | ritorno (23ª) |
|             |             |                  |               |               |
| 4 nov.      | 0-1         | Bologna-Cagliari | 0-1           | 9 mar.        |
| 4 nov.      | 2-2         | Catanzaro-Roma   | 0-1           | 9 mar.        |
| 4 nov.      | 1-0         | Lazio-Juventus   | 0-0           | 9 mar.        |
| 4 nov.      | 2-0         | Milan-Fiorentina | 1-1           | 9 mar.        |
| 4 nov.      | 0-1         | Napoli-Avellino  | 3-2           | 9 mar.        |
| 4 nov.      | 1-1         | Pescara-Perugia  | 0-1           | 9 mar.        |
| 4 nov.      | 0-0         | Torino-Inter     | 1-1           | 9 mar.        |
| 4 nov.      | 3-1         | Udinese-Ascoli   | 0-3           | 9 mar.        |

| andata (10ª) | andata (10ª) | Decima giornata    | ritorno (25ª) | ritorno (25ª) |
|              |              |                    |               |               |
| 25 nov.      | 0-0          | Avellino-Inter     | 0-3           | 30 mar.       |
| 25 nov.      | 2-1          | Catanzaro-Lazio    | 0-2           | 30 mar.       |
| 25 nov.      | 0-0          | Fiorentina-Perugia | 2-1           | 30 mar.       |
| 25 nov.      | 1-0          | Juventus-Cagliari  | 1-2           | 30 mar.       |
| 25 nov.      | 1-2          | Milan-Napoli       | 1-0           | 30 mar.       |
| 25 nov.      | 0-0          | Pescara-Bologna    | 0-0           | 30 mar.       |
| 25 nov.      | 1-0          | Roma-Ascoli        | 0-3           | 30 mar.       |
| 25 nov.      | 0-1          | Udinese-Torino     | 1-1           | 30 mar.       |

| andata (12ª) | andata (12ª) | Dodicesima giornata | ritorno (27ª) | ritorno (27ª) |
|              |              |                     |               |               |
| 9 dic.       | 0-0          | Ascoli-Avellino     | 2-2           | 13 apr.       |
| 9 dic.       | 0-1          | Bologna-Milan       | 0-4           | 13 apr.       |
| 9 dic.       | 2-1          | Cagliari-Fiorentina | 1-1           | 13 apr.       |
| 9 dic.       | 1-1          | Catanzaro-Pescara   | 1-1           | 13 apr.       |
| 9 dic.       | 3-2          | Inter-Perugia       | 0-0           | 13 apr.       |
| 9 dic.       | 2-0          | Juventus-Roma       | 3-1           | 13 apr.       |
| 9 dic.       | 0-0          | Lazio-Udinese       | 1-1           | 13 apr.       |
| 9 dic.       | 1-0          | Napoli-Torino       | 0-0           | 13 apr.       |

| andata (14ª) | andata (14ª) | Quattordicesima giornata | ritorno (29ª) | ritorno (29ª) |
|              |              |                          |               |               |
| 30 dic.      | 2-2          | Avellino-Perugia         | 1-2           | 4 mag.        |
| 30 dic.      | 0-0          | Bologna-Napoli           | 1-1           | 4 mag.        |
| 30 dic.      | 1-3          | Cagliari-Roma            | 1-1           | 4 mag.        |
| 30 dic.      | 1-1          | Catanzaro-Udinese        | 2-1           | 4 mag.        |
| 30 dic.      | 0-0          | Inter-Fiorentina         | 2-0           | 4 mag.        |
| 30 dic.      | 2-3          | Juventus-Ascoli          | 3-2           | 4 mag.        |
| 30 dic.      | 2-1          | Lazio-Torino             | 0-1           | 4 mag.        |
| 30 dic.      | 2-1          | Pescara-Milan            | 1-3           | 4 mag.        |

| andata (1ª) | andata (1ª) | Prima giornata     | ritorno (16ª) | ritorno (16ª) |
|             |             |                    |               |               |
| 16 set.     | 0-0         | Ascoli-Napoli      | 0-1           | 13 gen.       |
| 16 set.     | 0-0         | Avellino-Lazio     | 1-1           | 13 gen.       |
| 16 set.     | 0-0         | Cagliari-Torino    | 0-0           | 13 gen.       |
| 16 set.     | 1-1         | Fiorentina-Udinese | 2-2           | 13 gen.       |
| 16 set.     | 2-0         | Inter-Pescara      | 2-0           | 13 gen.       |
| 16 set.     | 1-1         | Juventus-Bologna   | 1-1           | 13 gen.       |
| 16 set.     | 0-0         | Perugia-Catanzaro  | 1-2           | 13 gen.       |
| 16 set.     | 0-0         | Roma-Milan         | 0-0           | 13 gen.       |

| andata (3ª) | andata (3ª) | Terza giornata    | ritorno (18ª) | ritorno (18ª) |
|             |             |                   |               |               |
| 30 set.     | 2-2         | Ascoli-Catanzaro  | 1-1           | 27 gen.       |
| 30 set.     | 0-2         | Avellino-Torino   | 2-2           | 27 gen.       |
| 30 set.     | 0-0         | Cagliari-Milan    | 0-2           | 27 gen.       |
| 30 set.     | 0-0         | Fiorentina-Napoli | 0-0           | 27 gen.       |
| 30 set.     | 2-1         | Inter-Lazio       | 0-0           | 27 gen.       |
| 30 set.     | 3-0         | Juventus-Pescara  | 2-0           | 27 gen.       |
| 30 set.     | 2-0         | Perugia-Udinese   | 2-1           | 27 gen.       |
| 30 set.     | 1-2         | Roma-Bologna      | 1-1           | 27 gen.       |

| andata (5ª) | andata (5ª) | Quinta giornata    | ritorno (20ª) | ritorno (20ª) |
|             |             |                    |               |               |
| 14 ott.     | 1-1         | Ascoli-Lazio       | 1-0           | 10 feb.       |
| 14 ott.     | 1-0         | Avellino-Bologna   | 0-1           | 10 feb.       |
| 14 ott.     | 1-0         | Cagliari-Catanzaro | 0-1           | 10 feb.       |
| 14 ott.     | 2-0         | Fiorentina-Pescara | 2-1           | 10 feb.       |
| 14 ott.     | 1-0         | Inter-Napoli       | 4-3           | 10 feb.       |
| 14 ott.     | 1-1         | Juventus-Udinese   | 3-1           | 10 feb.       |
| 14 ott.     | 1-1         | Perugia-Milan      | 0-1           | 10 feb.       |
| 14 ott.     | 1-1         | Roma-Torino        | 0-1           | 10 feb.       |

| andata (7ª) | andata (7ª) | Settima giornata     | ritorno (22ª) | ritorno (22ª) |
|             |             |                      |               |               |
| 28 ott.     | 2-0         | Ascoli-Bologna       | 0-0           | 2 mar.        |
| 28 ott.     | 0-0         | Avellino-Udinese     | 1-0           | 2 mar.        |
| 28 ott.     | 1-0         | Cagliari-Pescara     | 0-2           | 2 mar.        |
| 28 ott.     | 3-0         | Fiorentina-Catanzaro | 1-0           | 2 mar.        |
| 28 ott.     | 2-0         | Inter-Milan          | 1-0           | 2 mar.        |
| 28 ott.     | 1-0         | Juventus-Napoli      | 0-0           | 2 mar.        |
| 28 ott.     | 0-2         | Perugia-Torino       | 0-2           | 2 mar.        |
| 28 ott.     | 1-1         | Roma-Lazio           | 2-1           | 2 mar.        |

| andata (9ª) | andata (9ª) | Nona giornata     | ritorno (24ª) | ritorno (24ª) |
|             |             |                   |               |               |
| 11 nov.     | 1-0         | Ascoli-Fiorentina | 1-3           | 23 mar.       |
| 11 nov.     | 4-1         | Bologna-Catanzaro | 0-0           | 23 mar.       |
| 11 nov.     | 1-1         | Cagliari-Avellino | 2-2           | 23 mar.       |
| 11 nov.     | 4-0         | Inter-Juventus    | 0-2           | 23 mar.       |
| 11 nov.     | 2-0         | Lazio-Pescara     | 0-2           | 23 mar.       |
| 11 nov.     | 1-0         | Napoli-Udinese    | 0-0           | 23 mar.       |
| 11 nov.     | 3-1         | Perugia-Roma      | 0-4           | 23 mar.       |
| 11 nov.     | 0-1         | Torino-Milan      | 2-0           | 23 mar.       |

| andata (11ª) | andata (11ª) | Undicesima giornata | ritorno (26ª) | ritorno (26ª) |
|              |              |                     |               |               |
| 2 dic.       | 1-0          | Avellino-Juventus   | 0-2           | 5 apr.        |
| 2 dic.       | 1-0          | Bologna-Lazio       | 1-0           | 5 apr.        |
| 2 dic.       | 1-1          | Cagliari-Inter      | 3-3           | 5 apr.        |
| 2 dic.       | 0-0          | Milan-Udinese       | 1-2           | 5 apr.        |
| 2 dic.       | 0-0          | Perugia-Ascoli      | 0-1           | 5 apr.        |
| 2 dic.       | 1-0          | Pescara-Napoli      | 0-2           | 5 apr.        |
| 2 dic.       | 2-1          | Roma-Fiorentina     | 1-3           | 5 apr.        |
| 2 dic.       | 0-0          | Torino-Catanzaro    | 0-0           | 5 apr.        |

| andata (13ª) | andata (13ª) | Tredicesima giornata | ritorno (28ª) | ritorno (28ª) |
|              |              |                      |               |               |
| 16 dic.      | 1-0          | Ascoli-Cagliari      | 1-1           | 27 apr.       |
| 16 dic.      | 3-0          | Fiorentina-Avellino  | 2-0           | 27 apr.       |
| 16 dic.      | 0-0          | Milan-Catanzaro      | 3-0           | 27 apr.       |
| 16 dic.      | 0-0          | Napoli-Lazio         | 1-1           | 27 apr.       |
| 16 dic.      | 1-0          | Perugia-Juventus     | 0-3           | 27 apr.       |
| 16 dic.      | 1-0          | Roma-Inter           | 2-2           | 27 apr.       |
| 16 dic.      | 2-0          | Torino-Pescara       | 2-0           | 27 apr.       |
| 16 dic.      | 0-2          | Udinese-Bologna      | 1-2           | 27 apr.       |

| andata (15ª) | andata (15ª) | Quindicesima giornata | ritorno (30ª) | ritorno (30ª) |
|              |              |                       |               |               |
| 6 gen.       | 1-1          | Ascoli-Inter          | 4-2           | 11 mag.       |
| 6 gen.       | 2-1          | Fiorentina-Juventus   | 0-3           | 11 mag.       |
| 6 gen.       | 2-1          | Milan-Lazio           | 2-0           | 11 mag.       |
| 6 gen.       | 1-1          | Napoli-Catanzaro      | 0-2           | 11 mag.       |
| 6 gen.       | 1-0          | Perugia-Cagliari      | 2-1           | 11 mag.       |
| 6 gen.       | 1-1          | Roma-Avellino         | 1-0           | 11 mag.       |
| 6 gen.       | 0-0          | Torino-Bologna        | 2-1           | 11 mag.       |
| 6 gen.       | 2-1          | Udinese-Pescara       | 1-1           | 11 mag.       |

| andata (2ª) | andata (2ª) | Seconda giornata   | ritorno (17ª) | ritorno (17ª) |
|             |             |                    |               |               |
| 23 set.     | 1-1         | Bologna-Perugia    | 1-1           | 20 gen.       |
| 23 set.     | 0-1         | Catanzaro-Juventus | 0-1           | 20 gen.       |
| 23 set.     | 2-0         | Lazio-Fiorentina   | 0-0           | 20 gen.       |
| 23 set.     | 1-0         | Milan-Avellino     | 0-1           | 20 gen.       |
| 23 set.     | 0-0         | Napoli-Cagliari    | 0-1           | 20 gen.       |
| 23 set.     | 2-3         | Pescara-Roma       | 0-2           | 20 gen.       |
| 23 set.     | 1-0         | Torino-Ascoli      | 0-1           | 20 gen.       |
| 23 set.     | 1-1         | Udinese-Inter      | 1-2           | 20 gen.       |

| andata (4ª) | andata (4ª) | Quarta giornata    | ritorno (19ª) | ritorno (19ª) |
|             |             |                    |               |               |
| 7 ott.      | 1-2         | Bologna-Inter      | 0-0           | 3 feb.        |
| 7 ott.      | 0-0         | Catanzaro-Avellino | 0-2           | 3 feb.        |
| 7 ott.      | 1-1         | Lazio-Perugia      | 0-0           | 3 feb.        |
| 7 ott.      | 2-1         | Milan-Juventus     | 1-2           | 3 feb.        |
| 7 ott.      | 3-0         | Napoli-Roma        | 0-0           | 3 feb.        |
| 7 ott.      | 0-0         | Pescara-Ascoli     | 1-3           | 3 feb.        |
| 7 ott.      | 1-1         | Torino-Fiorentina  | 0-1           | 3 feb.        |
| 7 ott.      | 1-1         | Udinese-Cagliari   | 1-3           | 3 feb.        |

| andata (6ª) | andata (6ª) | Sesta giornata     | ritorno (21ª) | ritorno (21ª) |
|             |             |                    |               |               |
| 21 ott.     | 2-1         | Bologna-Fiorentina | 0-0           | 24 feb.       |
| 21 ott.     | 0-0         | Catanzaro-Inter    | 1-3           | 24 feb.       |
| 21 ott.     | 1-1         | Lazio-Cagliari     | 1-1           | 24 feb.       |
| 21 ott.     | 3-0         | Milan-Ascoli       | 0-0           | 24 feb.       |
| 21 ott.     | 1-1         | Napoli-Perugia     | 0-1           | 24 feb.       |
| 21 ott.     | 1-1         | Pescara-Avellino   | 0-2           | 24 feb.       |
| 21 ott.     | 1-2         | Torino-Juventus    | 0-0           | 24 feb.       |
| 21 ott.     | 0-0         | Udinese-Roma       | 1-1           | 24 feb.       |

| andata (8ª) | andata (8ª) | Ottava giornata  | ritorno (23ª) | ritorno (23ª) |
|             |             |                  |               |               |
| 4 nov.      | 0-1         | Bologna-Cagliari | 0-1           | 9 mar.        |
| 4 nov.      | 2-2         | Catanzaro-Roma   | 0-1           | 9 mar.        |
| 4 nov.      | 1-0         | Lazio-Juventus   | 0-0           | 9 mar.        |
| 4 nov.      | 2-0         | Milan-Fiorentina | 1-1           | 9 mar.        |
| 4 nov.      | 0-1         | Napoli-Avellino  | 3-2           | 9 mar.        |
| 4 nov.      | 1-1         | Pescara-Perugia  | 0-1           | 9 mar.        |
| 4 nov.      | 0-0         | Torino-Inter     | 1-1           | 9 mar.        |
| 4 nov.      | 3-1         | Udinese-Ascoli   | 0-3           | 9 mar.        |

| andata (10ª) | andata (10ª) | Decima giornata    | ritorno (25ª) | ritorno (25ª) |
|              |              |                    |               |               |
| 25 nov.      | 0-0          | Avellino-Inter     | 0-3           | 30 mar.       |
| 25 nov.      | 2-1          | Catanzaro-Lazio    | 0-2           | 30 mar.       |
| 25 nov.      | 0-0          | Fiorentina-Perugia | 2-1           | 30 mar.       |
| 25 nov.      | 1-0          | Juventus-Cagliari  | 1-2           | 30 mar.       |
| 25 nov.      | 1-2          | Milan-Napoli       | 1-0           | 30 mar.       |
| 25 nov.      | 0-0          | Pescara-Bologna    | 0-0           | 30 mar.       |
| 25 nov.      | 1-0          | Roma-Ascoli        | 0-3           | 30 mar.       |
| 25 nov.      | 0-1          | Udinese-Torino     | 1-1           | 30 mar.       |

| andata (12ª) | andata (12ª) | Dodicesima giornata | ritorno (27ª) | ritorno (27ª) |
|              |              |                     |               |               |
| 9 dic.       | 0-0          | Ascoli-Avellino     | 2-2           | 13 apr.       |
| 9 dic.       | 0-1          | Bologna-Milan       | 0-4           | 13 apr.       |
| 9 dic.       | 2-1          | Cagliari-Fiorentina | 1-1           | 13 apr.       |
| 9 dic.       | 1-1          | Catanzaro-Pescara   | 1-1           | 13 apr.       |
| 9 dic.       | 3-2          | Inter-Perugia       | 0-0           | 13 apr.       |
| 9 dic.       | 2-0          | Juventus-Roma       | 3-1           | 13 apr.       |
| 9 dic.       | 0-0          | Lazio-Udinese       | 1-1           | 13 apr.       |
| 9 dic.       | 1-0          | Napoli-Torino       | 0-0           | 13 apr.       |

| andata (14ª) | andata (14ª) | Quattordicesima giornata | ritorno (29ª) | ritorno (29ª) |
|              |              |                          |               |               |
| 30 dic.      | 2-2          | Avellino-Perugia         | 1-2           | 4 mag.        |
| 30 dic.      | 0-0          | Bologna-Napoli           | 1-1           | 4 mag.        |
| 30 dic.      | 1-3          | Cagliari-Roma            | 1-1           | 4 mag.        |
| 30 dic.      | 1-1          | Catanzaro-Udinese        | 2-1           | 4 mag.        |
| 30 dic.      | 0-0          | Inter-Fiorentina         | 2-0           | 4 mag.        |
| 30 dic.      | 2-3          | Juventus-Ascoli          | 3-2           | 4 mag.        |
| 30 dic.      | 2-1          | Lazio-Torino             | 0-1           | 4 mag.        |
| 30 dic.      | 2-1          | Pescara-Milan            | 1-3           | 4 mag.        |

## Statistiche

### Squadre

#### Capoliste solitarie
|     | —— | —— | ——    | ——    | ——    | ——    | ——    | ——    | ——    | ——    | ——    | ——    | ——    | ——    | ——    | ——    | ——    | ——    | ——    | ——    | ——    | ——    | ——    | ——    | ——    | ——    | ——    | ——    | ——    | —— |  |
| Int |    |    | Inter | Inter | Inter | Inter | Inter | Inter | Inter | Inter | Inter | Inter | Inter | Inter | Inter | Inter | Inter | Inter | Inter | Inter | Inter | Inter | Inter | Inter | Inter | Inter | Inter | Inter | Inter |    |  |
|     |    |    |       |       |       |       |       |       |       |       |       |       |       |       |       |       |       |       |       |       |       |       |       |       |       |       |       |       |       |    |  |
|     |    |    |       |       |       |       |       |       |       |       |       |       |       |       |       |       |       |       |       |       |       |       |       |       |       |       |       |       |       |    |  |
| 1ª  | 2ª | 3ª | 4ª    | 5ª    | 6ª    | 7ª    | 8ª    | 9ª    | 10ª   | 11ª   | 12ª   | 13ª   | 14ª   | 15ª   | 16ª   | 17ª   | 18ª   | 19ª   | 20ª   | 21ª   | 22ª   | 23ª   | 24ª   | 25ª   | 26ª   | 27ª   | 28ª   | 29ª   | 30ª   |    |  |

#### Classifica in divenire
| [ 60 ]     | 1ª | 2ª | 3ª | 4ª | 5ª | 6ª | 7ª | 8ª | 9ª | 10ª | 11ª | 12ª | 13ª | 14ª | 15ª | 16ª | 17ª | 18ª | 19ª | 20ª | 21ª | 22ª | 23ª | 24ª | 25ª | 26ª | 27ª | 28ª | 29ª | 30ª |
| [ 60 ]     |    |    |    |    |    |    |    |    |    |     |     |     |     |     |     |     |     |     |     |     |     |     |     |     |     |     |     |     |     |     |
| ---------- | -- | -- | -- | -- | -- | -- | -- | -- | -- | --- | --- | --- | --- | --- | --- | --- | --- | --- | --- | --- | --- | --- | --- | --- | --- | --- | --- | --- | --- | --- |
| Ascoli     | 1  | 1  | 2  | 3  | 4  | 4  | 6  | 6  | 8  | 8   | 9   | 10  | 12  | 14  | 15  | 15  | 17  | 18  | 20  | 22  | 23  | 24  | 26  | 26  | 28  | 30  | 31  | 32  | 32  | 34  |
| Avellino   | 1  | 1  | 1  | 2  | 4  | 4  | 6  | 8  | 9  | 10  | 12  | 13  | 13  | 14  | 15  | 16  | 18  | 19  | 21  | 21  | 23  | 25  | 25  | 26  | 26  | 26  | 27  | 27  | 27  | 27  |
| Bologna    | 1  | 2  | 4  | 4  | 4  | 6  | 6  | 6  | 8  | 9   | 11  | 11  | 13  | 14  | 15  | 16  | 17  | 18  | 19  | 21  | 22  | 23  | 23  | 24  | 25  | 27  | 27  | 29  | 30  | 30  |
| Cagliari   | 1  | 2  | 3  | 4  | 6  | 7  | 9  | 11 | 12 | 12  | 13  | 15  | 15  | 15  | 15  | 16  | 18  | 18  | 20  | 20  | 21  | 21  | 23  | 24  | 26  | 27  | 28  | 29  | 30  | 30  |
| Catanzaro  | 1  | 1  | 2  | 3  | 3  | 4  | 4  | 5  | 5  | 7   | 8   | 9   | 10  | 11  | 12  | 14  | 14  | 15  | 15  | 17  | 17  | 17  | 17  | 18  | 18  | 19  | 20  | 20  | 22  | 24  |
| Fiorentina | 1  | 1  | 2  | 3  | 5  | 5  | 7  | 7  | 7  | 8   | 8   | 8   | 10  | 11  | 13  | 14  | 15  | 16  | 18  | 20  | 21  | 23  | 24  | 26  | 28  | 30  | 31  | 33  | 33  | 33  |
| Inter      | 2  | 3  | 5  | 7  | 9  | 10 | 12 | 13 | 15 | 16  | 17  | 19  | 19  | 20  | 21  | 23  | 25  | 26  | 27  | 29  | 31  | 33  | 34  | 34  | 36  | 37  | 38  | 39  | 41  | 41  |
| Juventus   | 1  | 3  | 5  | 5  | 6  | 8  | 10 | 10 | 10 | 12  | 12  | 14  | 14  | 14  | 14  | 15  | 17  | 19  | 21  | 23  | 24  | 25  | 26  | 28  | 28  | 30  | 32  | 34  | 36  | 38  |
| Lazio      | 1  | 3  | 3  | 4  | 5  | 6  | 7  | 9  | 11 | 11  | 11  | 12  | 13  | 15  | 15  | 16  | 17  | 18  | 19  | 19  | 20  | 20  | 21  | 21  | 23  | 23  | 24  | 25  | 25  | 25  |
| Milan      | 1  | 3  | 4  | 6  | 7  | 9  | 9  | 11 | 13 | 13  | 14  | 16  | 17  | 17  | 19  | 20  | 20  | 22  | 22  | 24  | 25  | 25  | 26  | 26  | 28  | 28  | 30  | 32  | 34  | 36  |
| Napoli     | 1  | 2  | 3  | 5  | 5  | 6  | 6  | 6  | 8  | 10  | 10  | 12  | 13  | 14  | 15  | 17  | 17  | 18  | 19  | 19  | 19  | 20  | 22  | 23  | 23  | 25  | 25  | 27  | 28  | 28  |
| Perugia    | 1  | 2  | 4  | 5  | 6  | 7  | 7  | 8  | 10 | 11  | 12  | 12  | 13  | 14  | 15  | 17  | 17  | 18  | 20  | 21  | 21  | 23  | 23  | 25  | 25  | 25  | 26  | 26  | 28  | 30  |
| Pescara    | 0  | 0  | 0  | 1  | 1  | 2  | 2  | 3  | 3  | 4   | 6   | 7   | 7   | 9   | 9   | 9   | 9   | 9   | 9   | 9   | 9   | 11  | 11  | 13  | 14  | 14  | 15  | 15  | 15  | 16  |
| Roma       | 1  | 3  | 3  | 3  | 4  | 5  | 6  | 7  | 7  | 9   | 11  | 11  | 13  | 15  | 16  | 17  | 19  | 20  | 21  | 21  | 22  | 24  | 26  | 28  | 28  | 28  | 28  | 29  | 30  | 32  |
| Torino     | 1  | 3  | 5  | 6  | 7  | 7  | 9  | 10 | 10 | 12  | 13  | 13  | 15  | 15  | 16  | 17  | 17  | 18  | 18  | 20  | 21  | 23  | 24  | 26  | 27  | 28  | 29  | 31  | 33  | 35  |
| Udinese    | 1  | 2  | 2  | 3  | 4  | 5  | 6  | 8  | 8  | 8   | 9   | 10  | 10  | 11  | 13  | 14  | 14  | 14  | 14  | 14  | 15  | 15  | 15  | 16  | 17  | 19  | 20  | 20  | 20  | 21  |

#### Classifiche di rendimento

##### Rendimento andata-ritorno
| Andata     | Andata | Ritorno    | Ritorno |
|            |        |            |         |
| Inter      | 21     | Juventus   | 24      |
| Milan      | 19     | Inter      | 20      |
| Perugia    | 17     | Fiorentina | 20      |
| Torino     | 16     | Torino     | 19      |
| Roma       | 16     | Ascoli     | 19      |
| Avellino   | 15     | Milan      | 17      |
| Napoli     | 15     | Roma       | 16      |
| Bologna    | 15     | Bologna    | 15      |
| Lazio      | 15     | Cagliari   | 15      |
| Cagliari   | 15     | Napoli     | 13      |
| Ascoli     | 15     | Perugia    | 13      |
| Juventus   | 14     | Catanzaro  | 12      |
| Fiorentina | 13     | Avellino   | 12      |
| Udinese    | 13     | Lazio      | 10      |
| Catanzaro  | 12     | Udinese    | 8       |
| Pescara    | 9      | Pescara    | 7       |

##### Rendimento casa-trasferta
| Casa       | Casa | Trasferta  | Trasferta |
|            |      |            |           |
| Juventus   | 24   | Inter      | 18        |
| Inter      | 23   | Torino     | 17        |
| Ascoli     | 22   | Milan      | 15        |
| Milan      | 21   | Juventus   | 14        |
| Fiorentina | 21   | Bologna    | 14        |
| Cagliari   | 20   | Roma       | 13        |
| Perugia    | 20   | Napoli     | 13        |
| Roma       | 19   | Fiorentina | 12        |
| Torino     | 18   | Ascoli     | 12        |
| Napoli     | 17   | Avellino   | 11        |
| Bologna    | 16   | Perugia    | 10        |
| Avellino   | 16   | Cagliari   | 10        |
| Lazio      | 16   | Lazio      | 9         |
| Catanzaro  | 16   | Udinese    | 9         |
| Pescara    | 14   | Catanzaro  | 8         |
| Udinese    | 12   | Pescara    | 2         |

#### Primati stagionali
- Maggior numero di vittorie: Juventus (16)
- Minor numero di sconfitte: Inter (3)
- Miglior attacco: Inter (44)
- Miglior difesa: Torino (15)
- Miglior differenza reti: Inter (+19)
- Maggior numero di pareggi: Lazio (15)
- Minor numero di vittorie: Udinese (3)
- Maggior numero di sconfitte: Pescara (18)
- Peggiore attacco: Pescara (18)
- Peggior difesa: Pescara (44)
- Peggior differenza reti: Pescara (-26)
- Partita con più reti: Napoli-Inter 3-4 (20ª giornata)
- Minimo numero di reti segnate in una singola giornata: 6 (1ª giornata)

### Individuali

#### Classifica dei marcatori
Nel corso del campionato sono state segnate complessivamente 452 reti, di cui 29 autoreti, per una media di 1,88 marcature per incontro. Di seguito viene riportata la classifica dei cannonieri:
| Gol | Rigori |  | Giocatore            | Squadra    |
| --- | ------ |  | -------------------- | ---------- |
| 16  | 2      |  | Roberto Bettega      | Juventus   |
| 15  | 4      |  | Alessandro Altobelli | Inter      |
| 13  | 3      |  | Paolo Rossi          | Perugia    |
| 12  | 1      |  | Franco Selvaggi      | Cagliari   |
| 12  | 1      |  | Roberto Pruzzo       | Roma       |
| 12  |        |  | Francesco Graziani   | Torino     |
| 11  | 2      |  | Giuseppe Savoldi     | Bologna    |
| 9   | 1      |  | Bruno Giordano       | Lazio      |
| 9   | 3      |  | Massimo Palanca      | Catanzaro  |
| 8   | 2      |  | Giancarlo Antognoni  | Fiorentina |
| 8   |        |  | Gianfranco Bellotto  | Ascoli     |
| 7   |        |  | Alessandro Scanziani | Ascoli     |
| 7   |        |  | Evaristo Beccalossi  | Inter      |
| 7   | 2      |  | Stefano Chiodi       | Milan      |
| 6   | 3      |  | Gianluca De Ponti    | Avellino   |
| 6   |        |  | Gabriele Oriali      | Inter      |
| 6   |        |  | Salvatore Bagni      | Perugia    |

### Media spettatori
Media spettatori della Serie A 1979-80: 30 983.
| Club       | Pos. | Media  |
| ---------- | ---- | ------ |
| Napoli     | 1    | 55.535 |
| Inter      | 2    | 49.656 |
| Roma       | 3    | 44.589 |
| Milan      | 4    | 40.660 |
| Fiorentina | 5    | 39.154 |
| Lazio      | 6    | 31.560 |
| Juventus   | 7    | 31.144 |
| Cagliari   | 8    | 31.057 |
| Torino     | 9    | 27.607 |
| Bologna    | 10   | 27.039 |
| Avellino   | 11   | 23.880 |
| Udinese    | 12   | 21.757 |
| Pescara    | 13   | 20.466 |
| Perugia    | 14   | 20.338 |
| Ascoli     | 15   | 19.141 |
| Catanzaro  | 16   | 12.137 |